# راشومون (فیلم)
راشومون (羅生門 Rashōmon) نام فیلمی درام محصول ۱۹۵۰ ژاپن و به کارگردانی آکیرا کوروساوا است. مضمون این فیلم در مورد مفهوم واقعیت است. کوروساوا این فیلم را با کمک کازئو میاگاوا تهیه کرد. در این فیلم مانند بسیاری از فیلم‌های دیگر کوروساوا توشیرو میفونه بازی می‌کند. فیلم بر اساس دو داستان از ریونوسوکه آکوتاگاوا ساخته شده‌است.
راشومون اولین فیلمی بود که کوروساوا و سینمای ژاپن را به مخاطبان غربی شناساند و در تعدادی از سینماهای غرب نیز اکران شد و به عنوان یکی از شاهکارهای کوروساوا شناخته می‌شود. فیلم توانست شیر طلایی جشنواره ونیز را ببرد و همچنین جایزه اسکار افتخاری را در بیست و چهارمین دوره جایزه اسکار از آن خود کند.

## خلاصه داستان
یک هیزم‌شکن (شیمورا)، یک راهب و یک مرد عامی، از باران به خرابه‌های دروازهٔ راشومون پناه می‌برند. در این فیلم داستان محاکمه‌ای با چهار روایت تعریف می‌شود.